# Šeol
Šeol je v hebrejské Bibli místo temnoty kam jdou duše zemřelých. Šeol je v řečtině překládán jako Hádés.  Zatímco v hebrejské Bibli je šeol trvalým místem mrtvých, v období druhého chrámu (mezi lety 500 př. n. l. – 70 n. l.) šeol je považován za místo zlých zemřelých, přičemž ráj je místem spravedlivých až do posledního soudu. V některých textech je šeol považován za místo trestu určené pro zlé mrtvé a je ztotožňován s Gehennou v Talmudu. Když bylo písmo překládáno do řečtiny v Alexandrii slovo Hades (řecké podsvětí) bylo použito pro šeol. V Novém zákoně je Hades podsvětí a jeho personifikace.